# Stanisław Jemieljanow
Stanisław Walerjewicz Jemieljanow (ros. Станислав Валерьевич Емельянов; ur. 23 października 1990 w Sarańsku) – rosyjski lekkoatleta specjalizujący się w chodzie sportowym.
Międzynarodowe sukcesy zaczął odnosić w 2007 roku kiedy zwyciężył w Ostrawie w mistrzostwach świata juniorów młodszych w chodzie na 10 000 metrów. W kolejnym sezonie, w tej samej konkurencji, zdobył złoty medal mistrzostw świata juniorów. Rok 2009 przyniósł mu zwycięstwo w europejskim czempionacie juniorów. W pierwszym seniorskim starcie, podczas mistrzostw Europy w Barcelonie (2010), sięgnął po złoto w chodzie na 20 kilometrów. Stawał na podium podczas mistrzostw Rosji. 
Najlepsze rezultaty: chód na 10 000 metrów – 39:35,01 (11 lipca 2008, Bydgoszcz); chód na 10 kilometrów – 38:28 (19 września 2009, Sarańsk – rekord świata juniorów); chód na 20 kilometrów – 1:18:28 (18 lutego 2012, Soczi).

## Osiągnięcia
| Rok  | Impreza                               | Miejsce              | Konkurencja              | Lokata     | Wynik    |
| ---- | ------------------------------------- | -------------------- | ------------------------ | ---------- | -------- |
| 2007 | Mistrzostwa świata juniorów młodszych | Ostrawa              | chód na 10 000 m         | 1. miejsce | 41:49.91 |
| 2008 | Mistrzostwa świata juniorów           | Bydgoszcz            | chód na 10 000 m         | 1. miejsce | 39:35,01 |
| 2009 | Mistrzostwa Europy juniorów           | Nowy Sad             | chód na 10 000 m         | 1. miejsce | 40:20,86 |
| 2009 | Puchar Europy w chodzie sportowym     | Metz                 | chód na 10 km (juniorzy) | 1. miejsce | 41,22    |
| 2010 | Mistrzostwa Europy                    | Barcelona            | chód na 20 km            | 1. miejsce | DSQ      |
| 2011 | Puchar Europy w chodzie sportowym     | Olhão da Restauração | chód na 20 km            | 1. miejsce | DSQ      |
| 2011 | Mistrzostwa świata                    | Daegu                | chód na 20 km            | 5. miejsce | DSQ      |